# Янсинь (Хуанши)
Янси́нь (кит. упр. 阳新, пиньинь Yángxīn) — уезд городского округа Хуанши провинции Хубэй (КНР).

## История
В эпоху Южных и Северных династий в этих местах был создан уезд Юнсин (永兴县).
Во времена империи Сун в 977 году был создан Юнсинский военный округ (永兴军), который в 978 году был переименован в Сингоский военный округ (兴国军). В состав округа входило три уезда, власти округа размещались в уезде Юнсин.
После монгольского завоевания и образования империи Юань Сингоский военный округ был в 1277 году преобразован в Сингоский регион (兴国路). После того, как в 1364 году эти места были захвачены повстанцами под руководством Чжу Юаньчжана, Сингоский регион был переименован в Сингоскую управу (兴国府). После образования империи Мин Сингоская управа была в 1376 году понижена в статусе и стала Сингоской областью (兴国州), подчинённой Учанской управе (武昌府); уезд Юнсин был при этом расформирован, а его территория перешла под непосредственное управление областных властей.
После Синьхайской революции в Китае была проведена реформа структуры административного деления, в результате которой области с управами были упразднены; на землях, ранее напрямую подчинённых властям Сингоской области, в 1912 году был создан уезд Синго (兴国县). В 1914 году он был переименован в Янсинь.
После образования КНР в 1949 году был создан Специальный район Дае (大冶专区), и уезд вошёл в его состав. В 1952 году Специальный район Дае был расформирован, и уезд перешёл в состав Специального района Хуанган (黄冈专区). В 1965 году уезд Янсинь был передан из Специального района Хуанган в Специальный район Сяньнин (咸宁专区). В 1968 году Специальный район Сяньнин был переименован в Округ Сяньнин (咸宁地区).
В 1997 году уезд Янсинь был передан из округа Сяньнин под управление властей Хуанши.

## Административное деление
Уезд делится на 16 посёлков.